# Artabotrys oligospermus
Artabotrys oligospermus là loài thực vật có hoa thuộc họ Na. Loài này được Danguy mô tả khoa học đầu tiên năm 1922.